# Takio Izawa
Takio Izawa (伊澤 多喜男, Izawa Takio), 26 décembre 1869 – 13 août 1949, est un homme politique japonais.
Izawa occupe successivement les fonctions de gouverneur des préfectures de Wakayama, Ehime et Niigata dans le Honshū et plus tard devient membre de la Chambre des pairs. Il est gouverneur général de Taïwan du 1er septembre 1924 au juillet 1926. Après un retour au Japon pour des raisons médicales en 1926, Izawa est choisi pour devenir maire de Tokyo, fonction qu'il n'exerce que pendant quelques mois.

## Source de la traduction
- (en) Cet article est partiellement ou en totalité issu de l’article de Wikipédia en anglais intitulé « Takio Izawa » (voir la liste des auteurs).
- Notices d'autorité :   - VIAF
  - ISNI
  - LCCN
  - Japon
  - WorldCat